# Шорський рудник
Шорський рудник — підприємство гірничодобувної промисловості в Абайській області Казахстану, призначене для розробки Шорського молібденового родовища. Перебуває на території колишнього Семипалатинського ядерного полігону, за три кілометри південніше вугільного розрізу Каражира.
У 2005 році для розробки Шорського родовища створили компанію «Моликен», а у 2006-му почали розкривні роботи. Запаси руди родовища оцінювались у 13,9 млн тонн, проте для етапу дослідної розробки спроєктували кар'єр із запасами 0,5 млн тонн, глибина якого мала досягнути 30 метрів. Того ж 2006-го провели модернізацію Степногорської збагачувальної фабрики, здатної переробляти мідно-молібденові руди (до того вона працювала з ураново-молібденовими рудами).
За перші 9 місяців 2007-го переробили 363 тисячі тонн отриманої з Шорського рудника руди й випустили 439 тонн молібденового концентрату. Втім, уже у 2008-му видобуток припинили.